# Mehrlader-Luftgewehr
Ein Mehrlader-Luftgewehr ist ein Luftgewehr, das, wie andere Mehrlader-Waffen, dem System einzeln aus einem Magazin zugeführte Geschosse verschießt. Durch Wiederholung der Zuführung („repetieren“) können einzelne Schüsse schneller abgegeben werden als bei Einzellader-Systemen.
Mehrlader-Luftgewehre werden in verschiedenen Systemausführungen gefertigt:
1. Federgespannte Systeme (die Druckluft wird über eine vorgespannte Feder auf einen Druckluftkolben erzeugt)
  - Starre Systeme mit Schwenkhebelspanner (Seitenhebelspanner)
  - Starre Systeme mit Unterhebelspanner
2. Systeme mit vorkomprimierter Luft (hoch komprimierte Luft wird mittels einer Kartusche zugeführt)
3. Gasbetriebene Systeme (komprimierte Gase, meist CO2, werden mittels einer Kartusche zugeführt)

Allen Systemen gleich ist, dass das zu verschießende Geschoss einzeln dem System zugeführt werden muss. Das geschieht vorwiegend mit Ladestiften, die die Munition (Geschosse) aus einem Stangen-, Trommel- oder Schüttmagazin in das System befördern, woraus nach dem gasdichten Verriegeln das Geschoss mittels der sich ausdehnenden Gase durch den Lauf getrieben wird. Da Mehrlader-Luftgewehre in der Regel nicht die Präzision von Einzellader-Luftgewehren erreichen, werden auch unterschiedliche, zum jeweiligen System passende, Geschosse verwendet. Bei Trommelmagazinen werden meist Diabolos und Spitzgeschosse verwendet, bei Stangen- oder Schüttmagazinen kommen meist nur Rundkugeln in Frage. Ein bekanntes Modell der Mehrlader-Luftgewehre ist das Diana 300 R.